# هیکی ساوولاینن (ژیمناست)
هیکی ساوولاینن (ژیمناست) (به انگلیسی: Heikki Savolainen (gymnast)) ژیمناست زادهٔ ۲۸ سپتامبر ۱۹۰۷ میلادی اهل کشور فنلاند است.او دو بار به مقام قهرمانی در المپیک دست یافت. هیکی در زمان جنگ زمستان و آغاز تهاجم روسیه به خاک فنلاند، به نیروهای دفاعی فنلاند پیوست و با توجه به تحصیلاتش در دکترای دارو سازی، در بیمارستان نظامی مشغول به کار شد.